# Fryderyk (książę Saksonii-Altenburg)
Fryderyk (ur. 29 kwietnia 1763 w Hildburghausen, zm. 29 września 1834 w Hummelshain) – książę Saksonii-Hildburghausen z dynastii Wettynów.
Syn Ernesta Fryderyka III i Ernestyny (1740–1786), córki księcia Ernesta Augusta I z Saksonii-Weimaru. W 1785 poślubił księżniczkę Charlottę von Mecklenburg-Strelitz (1769–1818), córkę księcia Karola II. 

## Potomstwo
- Fryderyk (1786-1786)
- Charlotta (1787-1847)
- Auguste (1788-1788)
- Józef (1789-1868)
- Friederike (1791-1791)
- Teresa (1792-1854),
- Luiza (1794-1825)
- Franz (1795-1800)
- Jerzy (1796-1853)
- Friedrich (1801-1870)
- Maksymilian (1803-1803)
- Eduard (1804-1852)[1]